# فيصل البورشيد
فيصل عبد الله البورشيد لاعب كرة قدم قطري، ولد في (18 أكتوبر 1999) ،يلعب لصالح نادي السيلية.

## مسيرة اللاعب
لعب في نادي الوكرة ونادي السيلية.